# BYD Seal 06 GT
BYD Seal 06 GT – elektryczny samochód osobowy klasy średniej produkowany pod chińską marką BYD od 2024 roku.

## Historia i opis modelu

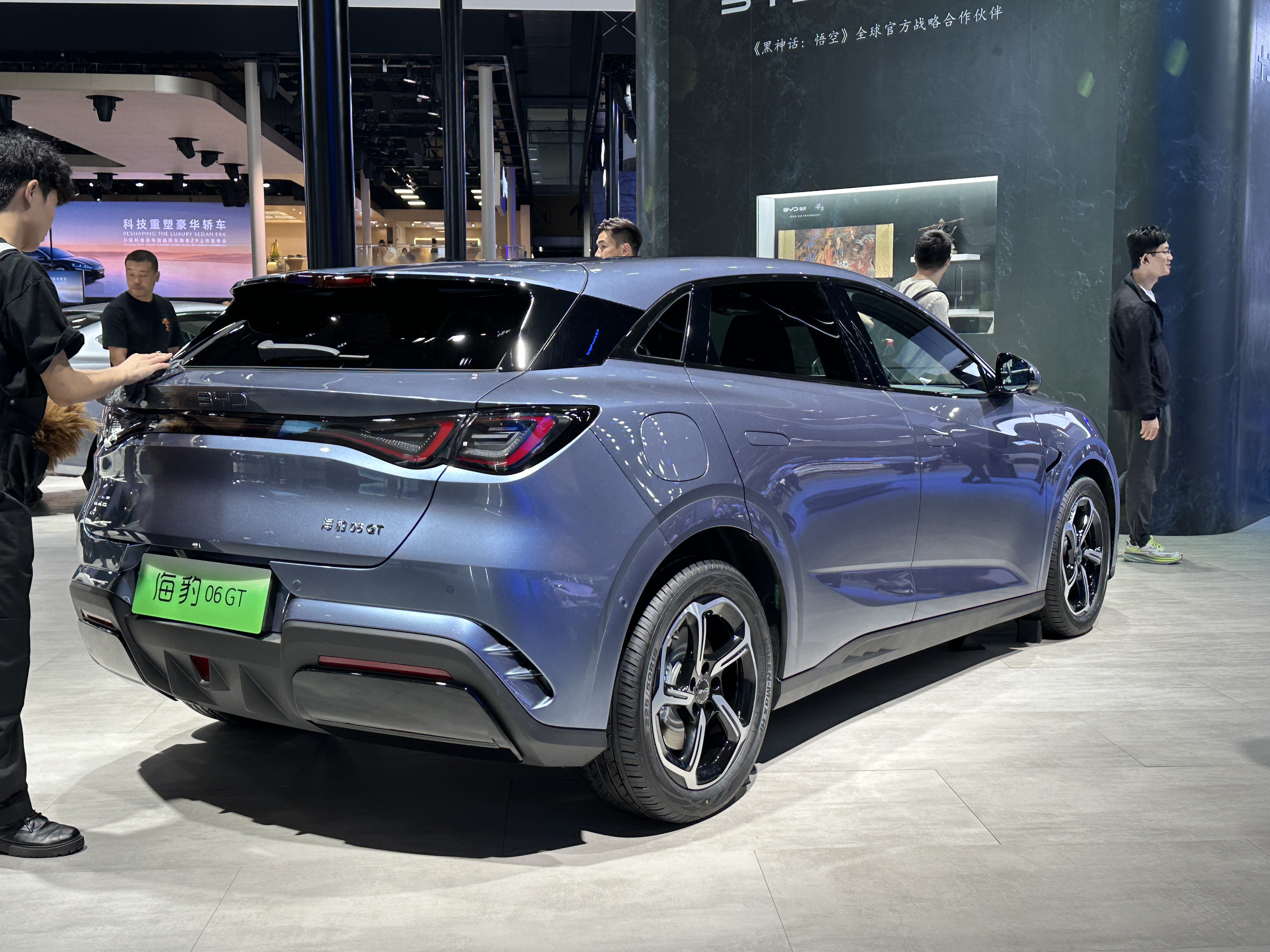
BYD Seal 06 GT - tył

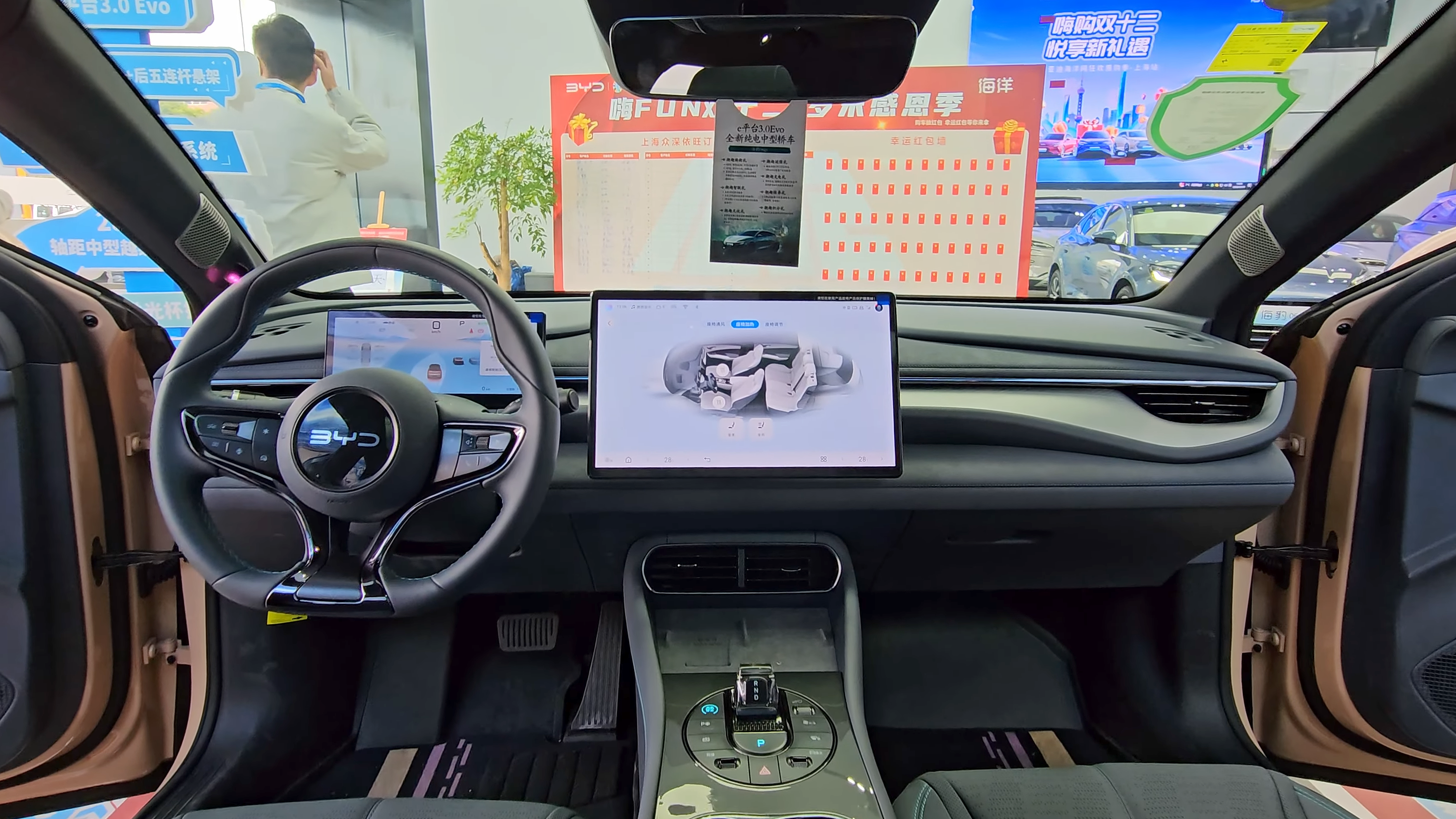
BYD Seal 06 GT - kokpit

W maju 2024 roku BYD Auto przedstawił studyjną zapowiedź kolejnego modelu z linii stylistycznej Ocean pod postacią bliskiego seryjnej postaci hatchbacka BYD Ocean-M Concept. Produkcyjny model pod nazwą Seal 06 GT zasilił obszerną linię modeli Seal, debiutując z końcem sierpnia 2024. Samochód zyskał charakterystyczną, agresywną sylwetkę z wąskimi reflektorami, szpiczastym przodem i nisko osadzonym wlotem powietrza. Łukowa linia dachu zwieńczyła tył, który przyozdobiła listwa świetlna, spojler oraz dyfuzor.
Kabina pasażerska utrzymana została we wzornictwie tożsamym z pokrewnymi konstrukcjami z serii Seal, wyróżniając się wielokształtnymi akcentami na desce rozdzielczej, nisko osadzonymi nawiewami i dużym, centralnym ekranem systemu multimedialnego obracającym się w zakresie 90 stopni. Przed kierowcą znalazł się kolejny ekran cyfrowych wskaźników.
Pomimo proporcji typowych dla kompaktowych hatchbacków i parametrów technicznych zbliżonych np. do modeli MG 4 XPower lub Volkswagen ID.3 GTX, tak wymiarami zewnętrznymi Seal 06 GT bliższy jest do konstrukcji klasy średniej - szczególnie przy długości ponad 4,63 metra.

### Sprzedaż
BYD Seal 06 GT został zbudowany zarówno z myślą o rodzimym rynku, jak i regionach eksportowych na czele z Europą oraz Australią. W pierwszej kolejności początek sprzedaży przewidziano na rynku chińskim, tuż po sierpniowej premierze w 2024 roku.

### Dane techniczne
BYD Seal 06 GT został wyposażony wyłącznie w pełni elektryczny układ napędowy w dwóch specyfikacjach. Podstawowa, tylnonapędowa, zyskała pojedynczy silnik o mocy 215 KM, z kolei topowa, z napędem AWD, dzięki dwóm silnikom rozwinęła łączną moc 416 KM. Podstawowa bateria o pojemności 59,52 kWh zyskała ok. 504 kilometrów zasięgu na jednym ładowaniu według cyklu pomiarowego CLTC, z kolei większa, 73 kWh, do ok. 603 kilometrów.